# Rüsselsheimer Volksbank
Die Rüsselsheimer Volksbank eG war eine deutsche Genossenschaftsbank mit Sitz in Rüsselsheim am Main im Landkreis Groß-Gerau (Hessen). Zum Jahresbeginn 2022 fusionierte die Bank mit der Frankfurter Volksbank RHEIN-MAIN eG.

## Geschichte
Die Rüsselsheimer Volksbank eG wurde 1863 gegründet.

## Rechtsgrundlagen
Rechtsgrundlagen der Bank waren ihre Satzung und das Genossenschaftsgesetz. Die Organe der Genossenschaftsbank waren der Vorstand, der Aufsichtsrat und die Vertreterversammlung. Die Bank war der amtlich anerkannten BVR Institutssicherung GmbH und der zusätzlichen freiwilligen Sicherungseinrichtung des Bundesverbandes der Deutschen Volksbanken und Raiffeisenbanken e. V. angeschlossen.

## Niederlassungen
Die Rüsselsheimer Volksbank eG unterhielt 7 Geschäftsstellen im Stadtgebiet von Rüsselsheim am Main.